# Дондуково (вилна зона)
 Вижте също: Дондуково (язовир).
Местността Дондуково е вилна зона в Южна България, разположена в Средна гора. Тя се администрира от община Брезово, област Пловдив. Във вилната зона е построен язовир Дондуково, който захранва с вода близките села. Вилната зона е разположена между селата Златосел и Свежен.

## История
До 1934 г. местността Дондуково се нарича „Къшлите“, кръстена на княз Дондуков-Корсаков, който по време на Руско-турската война (1877 – 1878) е командващ XIII армейски корпус. През 1962 г. е построен язовир „Дондуково“. През годините преди неговото създаване, цялата вилна зона е била разположена на мястото, където сега е направен язовира. Всички къщи на това място са съборени. След създаването на язовира са построени нови вили, с предназначение жилища за почивка, за индивидуален отдих с цел временно или постоянно обитаване.

## География
Вилната зона е разположена в южните склонове на Сърнена гора. Намира се в близост до район, известен с масовото отглеждане на рози.
Най-близкото село до вилна зона „Дондуково“ е село Златосел, разположено на 4 км южно от нея, известно с розобера през летния сезон, а на 7 км северно се намира село Свежен.

### Територията на вилната зона
При навлизането в местността се наблюдава смесена гора от иглолистни и широколистни дървета. Контролирането на нивото на язовир Дондуково се поддържа от „Напоителни системи“ – Пловдив. През зимата нивото на водата се покачва, а през лятото намалява, но никога не пресъхва.
Площта на язовира е 342 дка. Язовирната стена е висока около 30 метра. Хижа „Дондуково“ е частна собственост. Разположена е на изток от язовирната стена. Приема туристи. Мостът в началото на вилната зона я разделя на две части – източна и западна част. Водите на река Сребра се вливат в язовира. Има питейна изворна вода, която тече целогодишно. Източната част на вилната зона е с обширна, плодородна площ, поради наличието на много поляни и пълноводна река. Пътят от тази част нагоре по Средна гора води до с. Свежен. Западната част на вилната зона е разположена по цялата ширина на язовира. Пътят покрай вилите следва извивките на язовира по цялата му северна част. Тя е по-населена в сравнение с източната част, заради по-близкото ѝ разположение до язовира. В края на застроената част на западната част на вилната зона, са разположени земеделски земи. Тези земи се намират в местностите „Добревски дол“, „Немско дере“ и „Кара Орман“. В местността „Градището“, познато сред населението като „Царева къща“ – в близост от село Златосел, могат да се видят останки от римска ловна вила.
В полите на Сърнена Средна гора има ливади и залесени гори. Изсичането на горите е забранено.
Язовирът продължава по цялата дължина на земелски земи. Реката, в близост до местността „Кара Орман“, се влива в западната част на язовира.

## Климат и животински свят
В горската част на вилна зона „Дондуково“ се срещат мечки, вълци, чакали, лисици, зайци, елени. Разположено в Сърнена Средна гора, климатът на вилната зона е умерен, почвите горски, а земите планински. През летния сезон има много посетители.

## Икономика и транспорт
Климатът във вилната зона предлага възможност за отглеждане както на етерично-маслени култури, така и на други земеделски култури.
Вилната зона е свързана с областния град Пловдив чрез автобусна линия през почивните дни през цялата година.

## Други
Основен проблем е липсата на канализация и водопровод, който да е свързан с вилите. От река Сребра питейната вода е изворна, но през лятото пресъхва. Пътят, който води до Свежен, е неизпозваем за коли.
Мнозинството от жителите на вилната зона са източноправославни християни. Всички жители са българи по народност.